# Ânion

Um ânion (português brasileiro) ou anião (português europeu) é um íon com carga negativa. Eles são ametais que se ligam a metais formando a ligação iônica, quando em ligação, esses ametais, por terem alta eletronegatividade, tendem a atrair elétrons do metal com o qual está se ligando, então esse metal se transforma num cátion (carga positiva), pois perde elétrons e esse ametal se transforma num ânion(carga negativa), pois ganha elétrons.
Exemplos: nitrato (NO3-) e fluoreto (F-).
Um tensoativo aniônico é um agente tensoativo, como um surfactante que possui um ou mais grupos funcionais que ionizados em solução aquosa produz íons orgânicos (contendo sua porção hidrofílica) que possuam carga elétrica negativa (ânions) e sejam responsáveis pela modificação da tensão superficial. Os mais populares representantes desta classificação são os sabões de ácidos graxos, como o oleato de sódio e o palmitato de sódio, dois sabões, que ao serem ionizados em solução, produzem ânions oleato e palmitado eletronegativamente carregados, e cátions sódio. Outros exemplos são os alquilsulfatos, os alquiletersulfatos e os alquilsulfossuccinatos, como o laurilsulfato de sódio que se ioniza em ânions laurilsulfato, ou o lauriléter sulfato de sódio que se ioniza em íons lauril éter sulfato e íons sódio.
Um polímero aniônico é aquele que devido à alta densidade de suas cargas negativas em sua cadeia, atrai e se liga à moléculas de predominantes cargas positivas. Polímeros aniônicos são usados como agentes clarificantes em decantação, como agentes auxiliares de filtração, como em tratamento de água de abastecimento ou no tratamento do caldo de cana, na produção de açúcar de cana (sacarose), e são capazes de sequestrar de líquidos cátions como ferro, cálcio, magnésio, bário e outros que formam incrustações nos equipamentos. Exemplos de polímeros aniônicos são as poliacrilaminas aniônicas, o poliacrilato de sódio, a carboximetilcelulose e a goma xantana.
Um corante aniônico é aquele cuja estrutura que produz a cor, a estrutura cromófora comporta-se como um ânion.